# Olave Baden-Powell
Olave St Clair Baden-Powell, Baronessa de Baden-Powell, GBE, nascuda Olave St Clair Soames (Chesterfield, 22 de febrer de 1889 - Bramley, Surrey, 25 de juny de 1977) fou una cap molt destacada del guiatge, el moviment escolta per a noies. Fou també la muller de Robert Baden-Powell, el fundador de l'escoltisme, i després de la seva mort va passar a ésser coneguda com a Olave, Lady Baden-Powell o com a Vídua de Baden-Powell.

## Biografia
Educada principalment a l'entorn familiar i molt interessada en les activitats a l'aire lliure, Olave Baden-Powell és especialment coneguda per ser la cap del guiatge al Regne Unit, un moviment fundat pel mateix Baden Powell l'any 1910 a petició d'un grup de noies, que volien fer quelcom similar a l'escoltisme per a nois aparegut tres anys abans. No obstant això, el primer oferiment d'Olave Baden-Powell per dedicar-se al guiatge (l'any 1914) fou refusat.
Olave Baden-Powell va esdevenir la cap del guiatge al Gran Bretanya l'any 1918, i l'any 1930 fou elegida cap mundial del guiatge. En reconeixement de la seva tasca de voluntariat, encaminada a escampar l'escoltisme i el guiatge arreu del món, l'any 1932 va rebre l'Orde de l'Imperi Britànic, Finlàndia li va concedir l'Ordre de la Rosa Blanca de Finlàndia i el Perú li concedí l'Ordre del Sol. Olave morí el 25 de juny de 1977 a la Birtley House de Bramley, al comtat de Surrey. Les seves cendres foren portades a Kenya per ésser enterrades a la mateixa tomba que el seu marit.